# Tupljak
Tupljak is een plaats in de gemeente Pićan in de Kroatische provincie Istrië. De plaats telt 267 inwoners (2001).